# NGC 6008
NGC 6008 (другие обозначения — NGC 6008A, UGC 10076, MCG 4-37-52, ZWG 136.110, IRAS15507+2114, PGC 56289) — спиральная галактика с перемычкой (SBb) в созвездии Змея.
Этот объект занесён в новый общий каталог несколько раз, с обозначениями NGC 6008, NGC 6008A.
Этот объект входит в число перечисленных в оригинальной редакции «Нового общего каталога».